# Тун Юаньмин
Тун Юаньмин (кит. 童渊铭, пиньинь: Tóng Yuānmíng, род. 21 апреля 1972, Чжэньцзян) — китайский шахматист, международный мастер (1994).
Чемпион Китая 1993 г.
В 1990 г. представлял Китай на юниорском чемпионате мира (в категории до 18 лет).
В 1998 г. отошел от активной практики. Выступает только в соревнованиях Китайской шахматной лиги за команду Шахматного клуба Банка Циндао.
Живет в городе Цзинань, работает тренером в Вечерней шахматной школе Цилу. Среди учеников — Хоу Ифань, Бу Сянчжи, Чжао Сюэ, Чжао Цзюнь, Вэнь Ян, Ли Чао, Лу Шанлэй и др.

## Спортивные результаты
| Год  | Город    | Соревнование                            | + | − | = | Результат | Место       |
| ---- | -------- | --------------------------------------- | - | - | - | --------- | ----------- |
| 1990 | Сингапур | Юниорский чемпионат мира                |   |   |   |           | [ 2 ]       |
| 1993 | Циндао   | Чемпионат Китая                         |   |   |   |           | 1           |
| 1995 | Пекин    | Международный турнир «Кубок Ли»         | 5 | 2 | 4 | 7 из 11   | 4—6         |
| 1996 | Пекин    | Международный турнир «Кубок Ли»         | 5 | 3 | 3 | 6½ из 11  | 8—13        |
| 1997 | Пекин    | Международный турнир «Кубок Ли»         | 4 | 3 | 4 | 6 из 11   | [ 7 ] [ 8 ] |
| 1998 | Пекин    | Международный турнир «Tan Chin Nam Cup» | 1 | 5 | 5 | 3½ из 11  | 10—11       |

## Изменения рейтинга
| Графики недоступны из-за технических проблем. См. информацию на Фабрикаторе и на mediawiki.org. |